# Alexander Ignor
Alexander Maria Ignor (* 11. November 1953 in Berlin) ist ein deutscher Strafverteidiger, Rechtswissenschaftler und Hochschullehrer. Er ist bekannt für seine anwaltliche Vertretung in Strafverfahren mit zeitgeschichtlicher Bedeutung, vor parlamentarischen Untersuchungsausschüssen und in Verfahren vor dem Bundesverfassungsgericht. Seit 2003 ist er Inhaber einer außerordentlichen Professur an der Humboldt-Universität zu Berlin.

## Leben
Ignor wuchs in Berlin auf und besuchte dort das Canisius-Kolleg, wo er 1973 das Abitur ablegte. Sein Vater ist der Drehbuchautor und Textdichter Alfred (Fred) Ignor, der als Moderator der RIAS-Sendung „Schlager der Woche“ arbeitete.
Nach dem Abitur studierte Ignor an der Freien Universität Berlin Rechtswissenschaft und Geschichte. Nach dem Ersten Juristischen Staatsexamen in Berlin im Jahre 1979 war er als Wissenschaftlicher Assistent bei Ludwig Schmugge und als Lehrbeauftragter am Historischen Seminar der Universität Zürich tätig, wo er zum Thema „Über das allgemeine Rechtsdenken Eikes von Repgow“ promovierte (Dr. phil.) und das Lizentiat erhielt.
Im Jahr 1983 wechselte Ignor als Assistent an die Rechtswissenschaftliche Fakultät der Eberhard-Karls-Universität Tübingen. Nach dem Referendariat legte er im Jahr 1986 das Zweite Juristische Staatsexamen in Stuttgart ab. Im Jahr 1995 promovierte er bei Ellen Schlüchter an der Julius-Maximilians-Universität Würzburg über den Straftatbestand der Beleidigung zum Dr. iur. Im Jahr 1997 habilitierte er sich gleichfalls in Würzburg bei Dietmar Willoweit mit einer Untersuchung zur Geschichte des Strafprozesses in Deutschland in den Jahren 1532–1846 und erhielt die Lehrbefugnis für Strafrecht, Strafprozessrecht sowie mittelalterliche und neuzeitliche Rechtsgeschichte verliehen. Seit 2003 ist Ignor außerplanmäßiger Professor an der Humboldt-Universität zu Berlin. Dort lehrt er Strafrecht und Strafprozessrecht.
Seit 2007 ist Ignor Vorsitzender des Strafrechtsausschusses der Bundesrechtsanwaltskammer. Von 2014 bis 2015 war er Mitglied der vom Bundesministerium der Justiz und für Verbraucherschutz eingesetzten StPO-Expertenkommission zur effektiveren und praxistauglicheren Ausgestaltung des allgemeinen Strafverfahrens und des jugendgerichtlichen Verfahrens sowie der Expertenkommission zur Reform der Tötungsdelikte.
Ignor ist verheiratet.

## Anwaltliche Tätigkeit
Alexander Ignor ist seit 1987 als Rechtsanwalt in Berlin tätig. Er begann seine anwaltliche Laufbahn in der Kanzlei des späteren Bundestagsabgeordneten Peter Danckert. Heute ist er in der ausschließlich auf das Gebiet des Strafrechts spezialisierten Kanzlei Ignor & Partner tätig, vor allem auf dem Gebiet des Wirtschaftsstrafrechts und in Strafverfahren im politischen Raum. Ignor verteidigte in der Nachwendezeit ehemalige Funktionsträger der DDR, darunter den Staatssekretär im Außenwirtschaftsministerium der DDR, Alexander Schalck-Golodkowski.
Im Zuge des CDU-Parteispendenskandals verteidigte er den früheren CDU-Parteichef und Bundestagspräsidenten Wolfgang Schäuble.
Im Jahr 2006 vertrat Ignor den Chefredakteur des Politik-Magazins Cicero, Wolfram Weimer, bei dessen Verfassungsbeschwerde vor dem Bundesverfassungsgericht, die zu dem richtungsweisenden Cicero-Urteil führte.
Ignor vertrat den Bischöflichen Stuhl zu Limburg im Rahmen der Prüfung, ob gegen den ehemaligen Bischof von Limburg, Franz-Peter Tebartz-van Elst, und weitere Personen im Zusammenhang mit den Baumaßnahmen zum Bischofssitz ein Ermittlungsverfahren wegen des Verdachts der Untreue zu Lasten des Bischöflichen Stuhls zu Limburg einzuleiten ist.
Zusammen mit Christoph Möllers und Christian Waldhoff vertrat er im Jahre 2017 den Bundesrat im zweiten NPD-Verbotsverfahren vor dem Bundesverfassungsgericht.
Im Jahr 2022 wurde Alexander Ignor mit dem Max-Alsberg-Preis des Deutsche Strafverteidiger e.V. ausgezeichnet.

## Wissenschaftliche und publizistische Tätigkeit
Ignor ist Autor und Herausgeber rechtswissenschaftlicher Publikationen zur Rechtsgeschichte, zum Straf- und Strafprozessrecht, zur Strafverteidigung sowie gutachterlicher und rechtspolitischer Stellungnahmen. Außerhalb klassischer rechtswissenschaftlicher Formate beteiligt er sich an der öffentlichen Debatte zu aktuellen Rechtsfällen oder rechtspolitischen Themen.

## Wichtige Veröffentlichungen
- Über das allgemeine Rechtsdenken Eikes von Repgow (= Rechts- und staatswissenschaftliche Veröffentlichungen der Görres-Gesellschaft. Neue Folge 42). Schöningh, Paderborn u. a. 1984, ISBN 3-506-73342-7 (Zugleich: Zürich, Universität, Dissertation, 1983).
- Der Straftatbestand der Beleidigung. Zu den Problemen des § 185 Strafgesetzbuch im Hinblick auf das Bestimmtheitsgebot des Artikel 103 Absatz 2 Grundgesetz (= Strafrecht in Deutschland und Europa. 3). Nomos, Baden-Baden 1995, ISBN 3-7890-3928-4 (Zugleich: Würzburg, Universität, Dissertation, 1993).
- Geschichte des Strafprozesses in Deutschland 1532–1846. Von der Carolina Karls V. bis zu den Reformen des Vormärz (= Rechts- und staatswissenschaftliche Veröffentlichungen der Görres-Gesellschaft. Neue Folge 97). Schöningh, Paderborn u. a. 2002, ISBN 3-506-73398-2 (Zugleich: Würzburg, Universität, Habilitations-Schrift, 1996/1997).